# Gori (Burkina Faso)
Gori är en ort i Burkina Faso.   Den ligger i regionen Centre-Ouest, i den centrala delen av landet, 140 km sydväst om huvudstaden Ouagadougou. Gori ligger 293 meter över havet och antalet invånare är 806.
Terrängen runt Gori är platt. Runt Gori är det ganska glesbefolkat, med 36 invånare per kvadratkilometer.. Gori är det största samhället i trakten.
Omgivningarna runt Gori är en mosaik av jordbruksmark och naturlig växtlighet.